# Músculo levantador da escápula
O músculo levantador da escápula situa-se nas costas e em parte do pescoço.

## Embriogênese
Origina-se do mesênquima da camada somática do mesoderma lateral do embrião.

## Origem e inserção
Origina-se dos processos transversos do atlas e do axis, e nos tubérculos posteriores dos processos transversos da terceira e quarta vértebras cervicais.
Insere-se na margem ântero-medial da escápula, entre o ângulo superior e a espinha.

## Ações
Quando sua cabeça está fixa, o levantador da escápula eleva o ângulo medial da escápula. Sendo assim ele eleva a mesma como um todo, além de realizar rotação inferior, ao menos em certa amplitude. Se o ombro estiver fixo, o músculo inclina o pescoço para o lado correspondente, e o roda na mesma direção.

## Imagens Adicionais

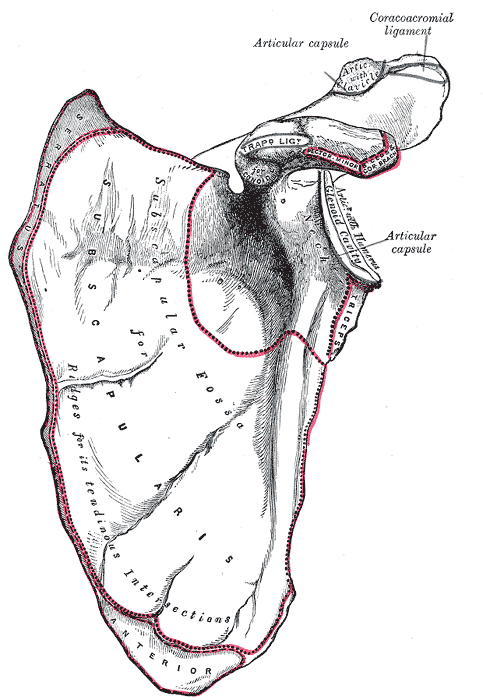
Escápula esquerda. Face dorsal.
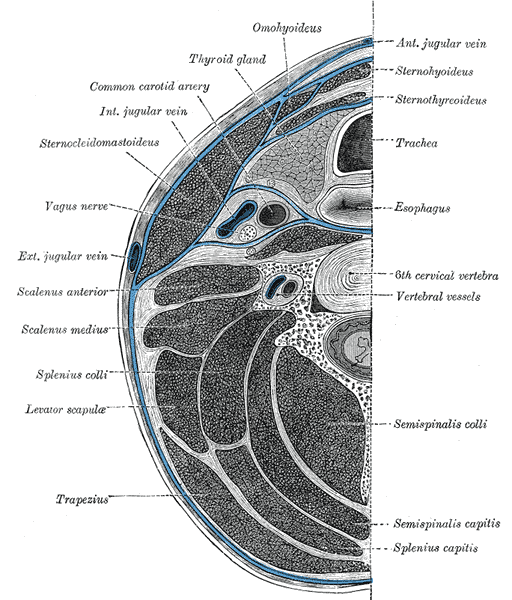
Secção do pescoço no nível da sexta vértebra cervical.
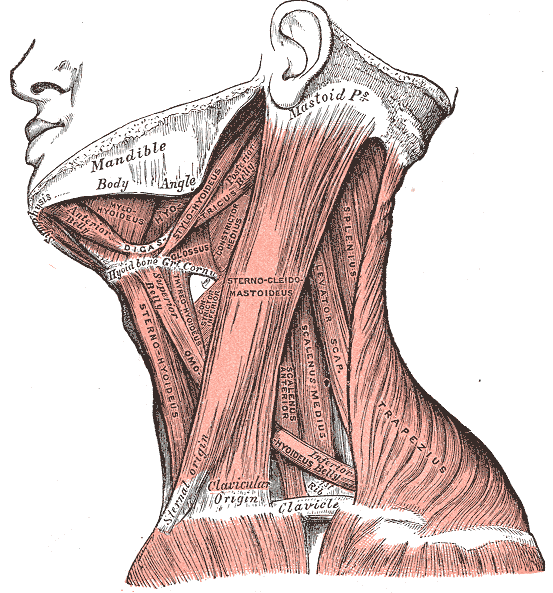
Músculos do pescoço. Visão lateral.